# Salinator solida
Salinator solida är en snäckart som först beskrevs av Martens 1878.  Salinator solida ingår i släktet Salinator och familjen Amphibolidae. IUCN kategoriserar arten globalt som livskraftig. Inga underarter finns listade i Catalogue of Life.